# パレストロ
パレストロ（伊: Palestro）は、イタリア共和国ロンバルディア州パヴィーア県にある、人口約2,000人の基礎自治体（コムーネ）。

## 地理

### 位置・広がり

#### 隣接コムーネ
隣接するコムーネは以下の通り。括弧内のVCはヴェルチェッリ県、NOはノヴァーラ県所属を示す。
- コンフィエンツァ
- ペッツァーナ (VC)
- プラローロ (VC)
- ロッビオ
- ロザスコ
- ヴェルチェッリ (VC)
- ヴィンツァーリオ (NO)

### 気候分類・地震分類
気候分類では、zona E, 2614 GGに分類される。
また、イタリアの地震リスク階級 (it) では、zona 4 (sismicità molto bassa) に分類される
。

## 姉妹都市
- モンテベッロ・デッラ・バッターリア、イタリア 1984年